# Словенія на літніх Олімпійських іграх 2024
Словенію на літніх Олімпійських іграх 2024 представляли дев'яносто спортсменів у п'ятнадцятьох видах спорту.

## Медалісти
| Медаль | Ім'я         | Вид спорту             | Змагання     | Дата      |
| ------ | ------------ | ---------------------- | ------------ | --------- |
| 1      | Андрея Лешкі | Дзюдо                  | до 63 кг     | 30 липня  |
| 1      | Яня Гарнбрет | Спортивне скелелазіння | комбінація   | 10 серпня |
| 2      | Тоні Водішек | Вітрильний спорт       | Формула Кайт | 9 серпня  |